# Hinkmar von Laon
Hinkmar von Laon (* um 835; † 879), lat. Hincmarus episcopus Laudunensis, war von 858 bis 871 Bischof von Laon (Aisne). 
Hinkmar wurde von seinem Onkel, Erzbischof Hinkmar von Reims, erzogen. Seit 858 war er Bischof von Laon, wurde jedoch nach Konflikten mit Karl dem Kahlen und seinem Onkel auf der Synode von Douzy 871 des Amtes enthoben.

## Schriften
- Schedula (Beschwerdeschrift, 868)
- Rotula prolixa (Brief an seinen Onkel, 870)
- Collectio ex epistolis Romanorum pontificum (Brief an seinen Onkel, 871)